# Metamorphosis (album des Rolling Stones)
Pour les articles homonymes, voir Metamorphosis.
Albums de The Rolling Stones
It's Only Rock 'n Roll
(1974) Black and Blue
(1976)
Albums subséquents des Rolling Stones
More Hot Rocks (Big Hits and Fazed Cookies)
(1972) Made in the Shade
(1975 (même jour))
Metamorphosis est une compilation des Rolling Stones, composée d'enregistrements inédits, sortie en juin 1975 (le même jour que la compilation Made in the Shade du même groupe) à la demande du manager Andrew Loog Oldham, d'après sa collection personnelle.
Cette particularité fait de ce disque, plus qu'une simple compilation, une véritable pièce de collection (il retrace en effet toute la période stonienne depuis Brian Jones jusqu'à Mick Taylor). On trouve sur cet album plusieurs chansons enregistrées avec Jimmy Page à la guitare en tant que musicien de studio avant qu'il forme Led Zeppelin.
À noter sur les crédits de pochette que Keith Richards n'avait, à l'époque, pas encore ajouté le S final à son nom, ainsi qu'une des rares compositions créditées de Bill Wyman.

## Historique
En 1972, l'ancien producteur des Rolling Stones, Andrew Loog Oldham, décida de se lancer dans un projet de compilation du groupe, intitulée Necrophilia. Elle se composerait de quinze titres d'enregistrements inédits et des versions alternatives de chansons comme Have You Seen Your Mother, Baby... ou encore Street Fighting Man. Cependant, en raison de désaccords entre Oldham et Allen Klein (détenteur du catalogue du groupe via sa société ABKCO), principalement sur le choix des chansons (dont le très controversé[précision nécessaire] Andrew's Blues), cette compilation ne verrait pas le jour et fut remplacée par More Hot Rocks (Big Hits & Fazed Cookies), sortie le 11 décembre 1972 (avec une face de chansons inédites en album) faisant suite à Hot Rocks 1964-1971 (sortie un an plus tôt).
Par la suite, le projet Necrophilia évolua d'abord en Black Box, qui fut confiée au bassiste Bill Wyman, mais restée à l'état d'ébauche, puis en Metamorphosis. Cette dernière réunit neuf prises prévues originellement pour Necrophilia, accompagnées de sept chansons plus récentes, de 1966 à 1970.

## Caractéristiques artistiques

### Analyse du contenu
La compilation n'appartient pas au meilleur de la discographie du groupe.[réf. nécessaire] Toutefois, c'est une pièce de collection qui permet d'apprécier la progression dans l'écriture des chansons du duo Jagger/Richards à partir de leurs premiers pas. Le disque 33-tours se divise en deux faces  
La première reprend les chansons prévues pour Necrophilia ; il s'agit des chansons enregistrées principalement avec Mick Jagger seul au chant accompagné de musiciens de studios, dont faisaient partie John Paul Jones et Jimmy Page (deux futurs membres de Led Zeppelin), Graham Nash, Ry Cooder, Al Kooper (qui jouait alors avec Bob Dylan), Phil Spector... Ces chansons étaient destinées à être interprétés par d'autres artistes qu'Oldham produisait à ce moment-là et dont la voix de Mick devait servir de guide vocal pour leur interprétation (la version de Out of Time présente ici en est un bon exemple, ayant été amenée à devenir un tube via l'interprétation de Chris Farlowe). Seule Don't Lie to Me a été enregistrée par le groupe au complet lors de la session du 12 mai 1964 au Regent Sound Studio, en même temps que Congratulation (face B de Little Red Rooster). 
La seconde face comprend des chansons enregistrées par le groupe de 1966 à 1969, mais non retenues pour les albums publiés durant cette période. Seule I'm Going Down fut enregistrée durant la session du 14 et 15 juillet 1970. La chanson Memo From Turner avait déjà été publiée en single en 1970 avec Mick Jagger seul accompagné de musiciens de studio. Cependant, c'est une version alternative enregistrée avec d'autres membres du groupe qui est présente sur le disque. La reprise de I Don't Know Why connut un destin tragique dans l'histoire du groupe, car les musiciens étaient en train de mixer cette chanson quand ils apprirent la mort de leur ancien compère Brian Jones le 3 juillet 1969.

### Pochettes et disque
Le titre fait référence à la nouvelle de Franz Kafka, La Métamorphose (1915), dans laquelle un vendeur se réveille transformé en insecte monstrueux. Ainsi la pochette illustre cette référence où les têtes des six membres des Stones (Brian Jones et Mick Taylor compris) sont reliées aux corps de six insectes. Le concept est de Glenn Ross, la direction artistique étant confiée à Al Steckler et le graphisme à Linda Guymon. Au dos on retrouve un texte de remerciement d'Andrew Loog Oldham.

## Parution et réception
L'album sort le 6 juin 1975 et est n°8 et n°45 respectivement aux États-Unis et au Royaume-Uni. Cependant, Atlantic Records publie le même jour une autre compilation des Rolling Stones, Made in the Shade, reprenant dix chansons enregistrées entre 1971 et 1974, réalisée à la demande du groupe pour lancer sa tournée d'été nord-américaine car celui-ci n'avait par fini l'album Black and Blue (sorti l'année suivante), laquelle est mieux classée que Metamorphosis.

## Liste des chansons
| 1. | Out of Time                        | Mick Jagger, Keith Richards | 3:20 |
| 2. | Don't Lie to Me                    | Jagger, Richards            | 2:00 |
| 3. | Somethings Just Stick in Your Mind | Jagger, Richards            | 2:25 |
| 4. | Each and Everyday of the Year      | Jagger, Richards            | 2:48 |
| 5. | Heart of Stone                     | Jagger, Richards            | 3:46 |
| 6. | I'd Much Rather Be with the Boys   | Oldham, Richards            | 2:09 |
| 7. | (Walkin' Thru the) Sleepy City     | Jagger, Richards            | 2:50 |
| 8. | We're Wasting Time                 | Jagger, Richards            | 2:41 |
| 9. | Try a Little Harder                | Jagger, Richards            | 2:16 |

| 10. | I Don't Know Why    | Wonder, Riser, Hunter, Hardaway | 3:00 |
| 11. | If You Let Me       | Jagger, Richards                | 3:18 |
| 12. | Jiving Sister Fanny | Jagger, Richards                | 2:45 |
| 13. | Downtown Suzie      | Bill Wyman                      | 3:51 |
| 14. | Family              | Jagger, Richards                | 3:30 |
| 15. | Memo from Turner    | Jagger, Richards                | 2:42 |
| 16. | I'm Going Down      | Jagger, Richards                | 2:50 |

## Personnel

### The Andrew Oldham Orchestra
- Mike Leander : arrangements et direction d'orchestre (3, 4, 6, 7)
- Jimmy Page : guitare (1, 3, 4, 5, 7, 8)
- Big Jim Sullivan : guitare (3, 7, 8)
- John McLaughlin : guitare (3, 4, 6, 7, 8)
- Doug Schlink : guitare (7, 8)
- Joe Moretti : basse (3, 4, 6, 7, 8)
- Andy White : batterie (1, 3 à 9)
- John Paul Jones : arrangements (4)
- Christine Olhman : chœurs (6, 7, 8)
- Reg Guest : piano (7, 8)

### Musiciens additionnels
- Bobby Keys : saxophone (16)
- Stephen Stills : guitare sur I'm Going Down
- Rocky Dijon : congas (16)
- Nicky Hopkins : piano (14), piano électrique (12)
- Jimmy Miller : percussion (13), tambourin (14), chœurs (13)
- Ry Cooder : guitare slide (13)

## Détail des enregistrements
- Don't Lie to Me : enregistré au Regent Sound Studio le 12 mai 1964 par le groupe avec Congratulation (face B de Time Is On My Side).
- Something Is Just Stick In Your Mind : enregistré aux studios Decca du 29 juin au 7 juillet 1964 par le Andrew Oldham Orchestra avec Mick Jagger au chant
- Each and Every Day of the Year : enregistré aux studios Decca le 3 et 4 septembre 1964 par le Andrew Oldham Orchestra avec Mick Jagger au chant
- I'd Much Rather Be With The Boys : enregistré aux studios Decca le 24 février 1965 par le Andrew Oldham Orchestra avec Mick Jagger au chant
- (Walkin' Thru the) Sleepy City et We're Wasting Time : enregistrés aux studios Decca du 31 août au 1er septembre 1964 puis le 3 et 4 septembre 1964 par le Andrew Oldham Orchestra avec Mick Jagger au chant
- Jiving Sister Fanny : enregistré au studio Oympic en juin et juillet 1969
- Downtown Suzie : enregistré au studio Oympic en avril 1969
- Family : enregistré au studio Oympic le 28 juin 1970
- I'm Going Down : enregistré au studio Oympic le 14 et 15 juillet 1970 avec Stephen Stills à la guitare